# Stephan Hansen Stephanius
Stephan Hansen Stephanius, (dänisch Stephen Hanssøn) (* 23. Juli 1599 in Kopenhagen; † 22. April 1650) war ein dänischer Philologe und Historiker.

## Leben
Sein Vater war Hans Staphensen (auch Johannes Stephanius), Professor an der Universität in Kopenhagen. Da sein Vater 1608 Vorsteher der Schule und des Klostergutes in Sorø wurde, ging auch er zunächst in Sorø zur Schule, dann in Herlufsholm. Von da ging er 1615 auf die Universität in Kopenhagen. 1618 erhielt er dort den Grad eines Baccalaureus der Philosophie. In seinem Studium widmete er sich vor allem der lateinischen Philologie und der Vaterländischen Geschichte und Altertümer.
Gegen Ende der 1610er Jahre heiratete er Anne Jacobsen, die Tochter des Arztes Matthis Jacobsen in Aarhus und Schwester seines Freundes und Studienfreundes in Leiden Jacob Matthiesen, der 1645 Bischof von Aarhus wurde. Seine Frau starb bereits am 10. Februar 1633. Am 26. Oktober 1634 heiratete er Thale Eisenberg, Tochter von Elias Eisenberg, erst Professor in Kopenhagen, dann Propst auf Samsø.

## Studium
Mit 22 Jahren begab er sich auf Reisen. Er besuchte die Universitäten in Rostock und Leiden. Wieder heimgekehrt wurde er 1624 Rektor der Schule in Slangerup und 1625 Magister der Universität Kopenhagen. Das Erbe nach dem Tod seines Vaters 1625 ermöglichte ihm die Fortsetzung der Studien im Ausland. Er lernte Ole Worm kennen und ließ sich von dessen archäologischen Forschungen begeistern. Zeit seines Lebens blieben sie in einem gelehrten Briefwechsel. 1626 schrieb er sich abermals in der Universität von Leiden ein, wo er in Verbindung zu den berühmten Altphilologen Gerhard Johannes Voss und Daniel Heinsius kam.
In Leiden gab er 1627 sein erstes Buch Breves notæ et emendationes in Saxonem Grammaticum heraus. Dem schlossen sich kleinere Schriften mit Sentenzen zum gleichen Gegenstand an. Mit ihnen erntete er nicht nur Lob bei Ole Worm, sondern auch bei dem geschichtsinteressierten Kanzler Christian Friis zu Kragerup. Er gewann auch den königlich dänischen Historiografen Johannes Isaksen Pontanus zum Freund, der Professor in Harderwijk war. Dieser übergab ihm Material für eine Sammlung für verschiedene historisch-topografische Arbeiten und Abhandlungen über Dänemark, Norwegen und die Herzogtümer, die er 1692 unter dem Titel De regno Daniæ etc. tractatus varii herausgab.

## Wirken

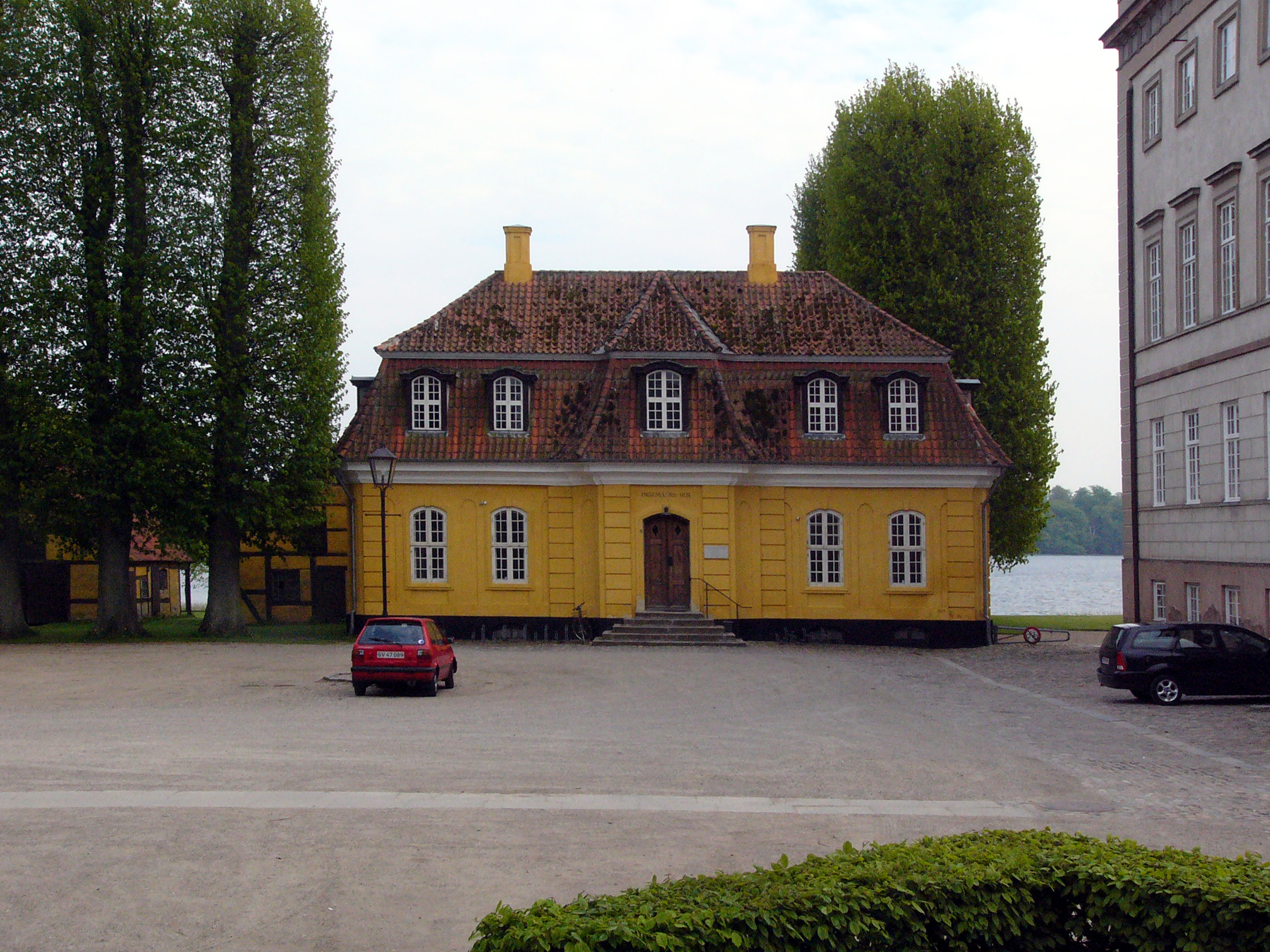
Sorø-Akademie

1629 wurde er zum Rhetorik-Professor in der Sorø-Akademie ernannt. Im Winter 1630 kehrte er nach Dänemark zurück und trat März 1630 seine Stelle an. Er hatte von Pontanus einen Brief an den Kanzler Friis mitbekommen, worin dieser seine Gelehrsamkeit lobte und ihn als geeignet bezeichnete, das Werk von Saxo Grammaticus neu herauszugeben. Dies wurde dann auch seine Hauptaufgabe. Daneben befasste er sich mit der Sprachpflege. 1631 wurde er Mitglied der Kommission der Professoren in Sorø, die sich um die Verbesserung des Schulwesens und die Herausgabe geeigneter Schulbücher kümmerte. 1633 gab er das Schulbuch Colloqvia familiaria heraus, für die jüngeren Schüler Colloqvia minora, ein sehr lange Zeit maßgebliches Schulbuch. Ihnen schloss sich 1634 das Wörterbuch Nomenclator Latino-Danicus I an, das Substantive und Adjektive umfasste, und 1638 Teil II mit den Verben, der Verba Stephani genannt wurde und über 100 Jahre in den Schulen Dänemarks, Norwegens, ja sogar in Schweden in Gebrauch war. Später verfasste er die lateinische Stilkunde Phraseologia Latino-Danica, die aber erst nach seinem Tode erschien. Auch sie war lange in Gebrauch.
Seine bleibende Bedeutung erhielt er aber als nationaler Historiker durch sein Talent, alte Quellen ausfindig und nutzbar zu machen. Als der Professor für Geschichte und königlicher Historiograph in Sorø Johannes Meursius 1639 starb, wurde er in beiden Stellungen dessen Nachfolger. Er setzte dessen Arbeit, die bis in die Zeit Christians III. (1550) fortgeschritten war, fort. Da die Arbeit nur bis zu König Christians III. Tod reichen sollte, konnte er sich bald seiner eigentlichen Aufgabe, der Herausgabe und Kommentierung des Saxo Grammaticus widmen. Nun zeigte es sich als hinderlich, dass er das Altnordische nicht beherrschte, so dass er die alten Handschriften, die ihm Ole Worms von den isländischen Gelehrten zusandte, nicht auswerten konnte. Als eine Art Einführung in Saxo Grammaticus verfasste er Svenonis Aggonis filii, qvæ extant, opuscula (1642).
Als der Saxos Text fertiggestellt war, zeigte es sich, dass es weder in Dänemark noch in Holland einen Drucker gab, der das umfangreiche Werk verlegen wollte. Niemand seiner Freunde war bereit, den Druck zu finanzieren, so dass die Arbeit fast vergeblich gewesen wäre, wenn nicht Kanzler Christian Thomesen Sehested mit staatlicher Unterstützung das erforderliche Papier beschafft hätte. 1645 kam dann endlich Saxonis Grammatici Historiæ Danicæ libri 16, notis uberioribus illustrati heraus. Kaum geringer ist das Verdienst, alle ihm zugängliche Quellen über Dänemarks Geschichte zu sammeln und abzuschreiben, offenbar in der Absicht, eine Sammelausgabe zu erstellen, woran er aber durch seinen Tod gehindert wurde. Aber diese Sammlung wurde zu einer wichtigen Vorarbeit für die 100 Jahre spätere Arbeit des dänischen Historikers Jacob Langebek.
Seine spätere Arbeit wurde wesentlich die großen finanziellen Folgen des unglücklichen Kalmarkrieges Christians IV. behindert. Er erhielt fast nie seinen Lohn pünktlich, manchmal gar nicht. Dazu kam eine Krankheit mit starken Schmerzen, In seiner letzten Lebenszeit widmete er sich besonders der Herausgabe seiner Geschichte Christians III. Historiæ Danicæ libri 2, qvi res memoratu dignas complectuntur in Dania gestas, regnante Chr. III ab a. 1550 ad a. 1559. Aber das Werk kam erst einige Zeit nach seinem Tod heraus.
Er hinterließ eine außerordentlich große Bibliothek und eine gewaltige Sammlung von Handschriften. Seine Witwe und Freunde versuchten, diese Sammlung dem Staat gegen den rückständigen Lohn und eine kleine Witwenrente zu verkaufen. Da aber kein hinreichende Interesse bestand, verkaufte die Witwe den Nachlass nach Schweden, wo ein Teil der Handschriften noch vorhanden ist. Diesem Umstand ist es zu verdanken, dass die Abschriften und Exzerpte der alten Quellen von dem großen Brand der Universitätsbibliothek von 1728, wo diese vernichtet wurde, nicht betroffen wurden.
| Personendaten    | Personendaten                                    |
| ---------------- | ------------------------------------------------ |
| NAME             | Stephanius, Stephan Hansen                       |
| ALTERNATIVNAMEN  | Stephanius, Stephanus Johannis; Hanssøn, Stephen |
| KURZBESCHREIBUNG | dänischer Philologe und Historiker               |
| GEBURTSDATUM     | 23. Juli 1599                                    |
| GEBURTSORT       | Kopenhagen                                       |
| STERBEDATUM      | 22. April 1650                                   |